# Равтау
Равтау (баш. Рафтау, баш. Ыраутау, баш. Раутау) — упразднённый в 2005 году поселок Азовского сельсовета в Архангельском районе Республики Башкортостан. Обслуживал инфраструктуру железнодорожного объекта Равтау.
Фактически территория посёлка и станции (железнодорожного разъезда) Равтау вошла в состав Азово.

## История
по состоянию на 1 июля 1972 и раньше поселок Равтау не зафиксирован.
по состоянию на 1 сентября 1981 года Равтау входил в Азовский сельсовет, преобладающая национальность — башкиры.
Закон «О внесении изменений в административно-территориальное устройство Республики Башкортостан в связи с образованием, объединением, упразднением и изменением статуса населенных пунктов, переносом административных центров» от 20 июля 2005 года N 211-з постановил:

ст. 4. Упразднить следующие населенные пункты:

2) в Архангельском районе

е) поселок Равтау Азовского сельсовета

## География
Находился в лесной местности.

## Географическое положение
По состоянию на 1 сентября 1981 года расстояние до :
- районного центра (Архангельское): 30 км,
- центра сельсовета (Валентиновка): 2 км,
- ближайшей железнодорожной станции (Равтау): 0 км.